# Maria Czapska
Maria Dorota Leopoldyna Czapska, née 6 février 1894 et morte le 11 juin 1981, est une écrivaine, résistante et historienne polonaise.

## Biographie

### Enfance
Maria Czapska est née à Prague. Ses parents sont le comte Jerzy Hutten-Czapski (1861-1930) et Jozefina Thun-Hohenstein (1867-1903). Elle grandit à Przyłuki, dans le domaine familial, situé non loin de Minsk. Son frère cadet est Józef Czapski.

### Études et premiers travaux
Maria Czapska étudie à Cracovie de 1921 à 1925, puis s'installée à Paris, où elle passe les cinq années suivantes à écrire une biographie d'Adam Mickiewicz. Sa biographie, La vie de Mickiewicz, publiée en 1931, sert de source pour établir l'appartenance nationale et l'origine de Mickiewicz, qui restent sujettes à spéculation. En 1938, elle publie son deuxième ouvrage, Ludwika Śniadecka, et reçoit le prix littéraire Wiadomości Literackich pour ses travaux l'année suivante.

### Résistances et activités en France
Pendant la Seconde Guerre mondiale, Czapska vit en Pologne et est membre du Conseil d'aide aux Juifs (Żegota), un groupe de résistants qui protège des juifs persécutés. Elle traverse ensuite la frontière interallemande et s'installée en France en 1945, où elle vit le reste de son existence. Pendant une courte période, Czapska aide au lancement du journal Tygodnik Powszechny, et après avoir déménagé en France, elle travaille au sein de Kultura, un magazine dédié aux exilés polonais et aux mouvements de dissidences. Elle est également membre de la Société polonaise des arts et des sciences à l'étranger. Pendant son exil, ses œuvres sont soumises à la censure ; ce fait est découvert après que Tomasz Strzyżewski a fait défection en Suède, publiant les informations mentionnant son nom, parmi celui de nombreux autres artistes polonais. Elle s'est ensuite plus largement consacrée à sa carrière d'écrivaine, en publiant notamment Dwugłos wspomnień, Europa w rodzinie et Czas odmieniony.

## Publications
- La vie de Mickiewicz, Paris, 1931
- Ludwika Śniadecka, Cracovie, 1938
- Szkice Mickiewiczowskie, Londres, 1963
- Polacy w ZSRR (1939-1942) (anthologie), Paris, 1963
- Dwugłos wspomnień (pisane z bratem), Londres, 1965
- Europa w Rodzinie, Paris, 1970
- Une Famille d'Europe Centrale, Paris, 1972
- Czas odmienieny, Paris, 1978
- Gwiazda Dawida, Londres, 1975
- Ostatnie odwiedziny i inne szkice, Varsovie, 2006
- Une Famille d’Europe Centrale, Paris, 2013